# کنراد دتره
کنراد دتره (به فرانسوی: Conrad Detrez) نویسنده قرن بیستم میلادی اهل فرانسه است.